# Chiesa di San Giovanni Battista (Ancona)
La chiesa di San Giovanni Battista è una chiesa di Ancona, situata nel rione di Capodimonte, di cui è la sede parrocchiale.
Anticamente dedicata a san Claudio, prese il titolo attuale nel XVI secolo dopo la demolizione dell'antica abbazia di San Giovanni in Pennocchiara. Erano gli anni della costruzione dell'attuale Cittadella e dell'annesso campo trincerato.
Conserva dell'edificio primitivo la facciata romanica in pietra con portale ed oculo, e la torre campanaria medioevale rimaneggiata nel secondo dopoguerra, mentre l'interno dell'edificio deve l'aspetto attuale all'architetto locale Lorenzo Daretti, che lo rimaneggiò in stile barocco nel periodo tra il 1779 e il 1782.
Il 25 aprile 1884 il cardinale Achille Manara, arcivescovo di Ancona, concedeva la parrocchia ai frati minori delle Marche.
Fu gravemente danneggiata durante i bombardamenti della Seconda Guerra Mondiale.
Nel 1950 l'architetto Eusebio Petetti progettò il ripristino dell'edificio, riportando alla luce gli elementi romanici occultati dal rifacimento settecentesco di Lorenzo Daretti. La direzione dei lavori fu affidata all'ingegner Angelucci, che purtroppo non fu fedele al progetto consegnatogli per la realizzazione; la cosa portò a vibranti proteste e ad una serie di articoli di giornale.
La chiesa conserva, dal 30 gennaio 1943, il corpo del beato Gabriele Ferretti, proveniente dalla soppressa chiesa di San Francesco ad Alto, affidato alla custodia di quegli stessi frati minori fra i quali il Beato Ferretti svolse tutto il suo servizio sacerdotale.

## Opere d'arte
All'interno conserva importanti testimonianze artistiche:
- Ecce Homo di Federico Zuccari;
- Gesù Crocifisso, S. Ubaldo e san Carlo Borromeo, di Andrea Lilli
- copia del dipinto di Carlo Crivelli Beato Gabriele Ferretti in estasi - l'originale si trovava nella chiesa di San Francesco ad Alto ed è ora alla National Gallery di Londra (in sacrestia).